# Les Centaures (roman)
Pour les articles homonymes, voir Centaure (homonymie).
Les Centaures est un roman publié par l'écrivain français André Lichtenberger en 1904. Situé dans une préhistoire alternative inspirée par la mythologie gréco-romaine, il met en scène des peuples hybrides, centaures, tritons et faunes, confrontés à la montée en puissance des premiers hommes. Rattaché à sa parution au genre du poème en prose, puis intégré par les rééditions des années 1920 au genre du fantastique, Les Centaures est actuellement considéré a posteriori comme l'un des premiers romans français relevant du genre littéraire de la fantasy.

## Résumé

### Première partie

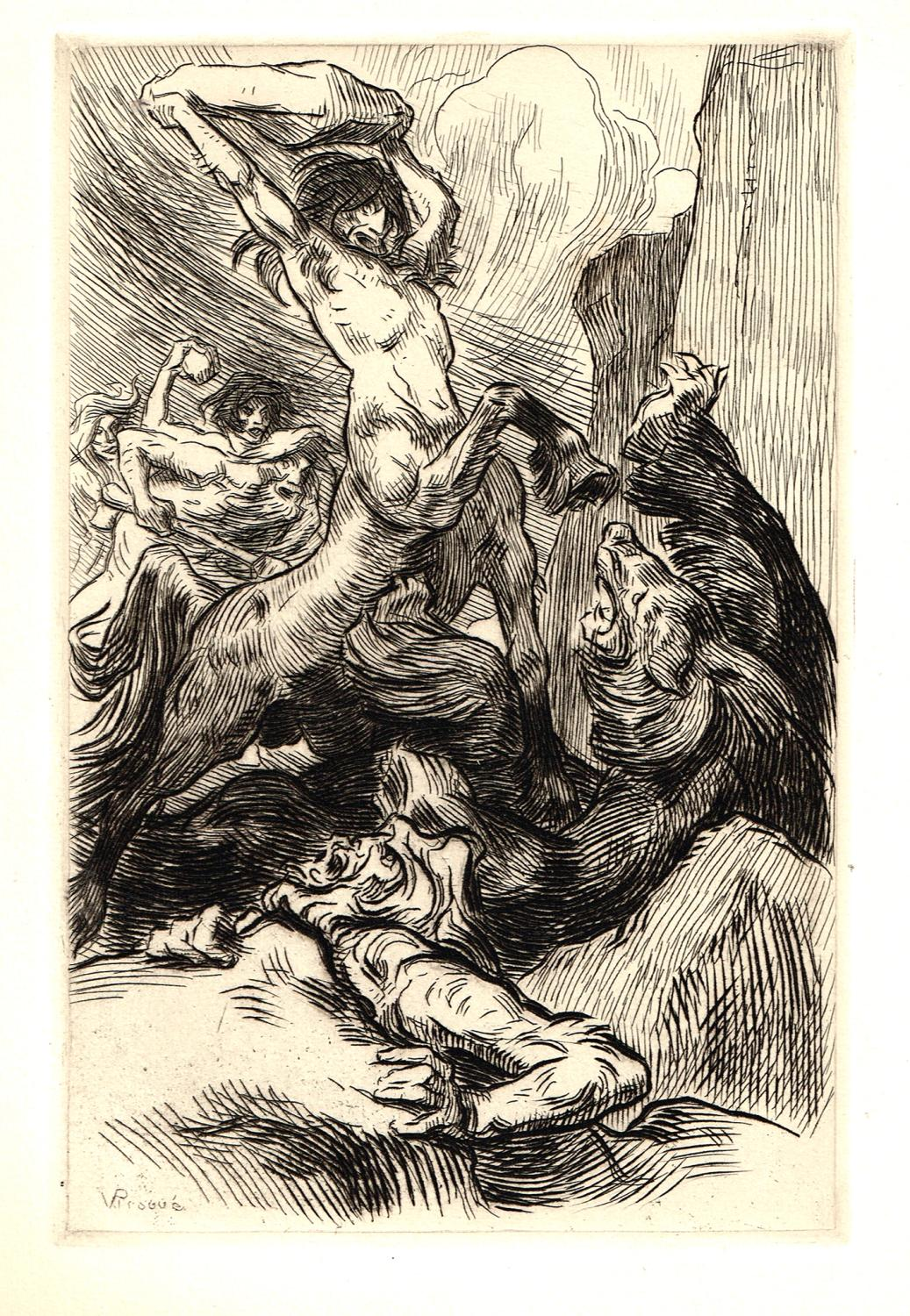
Combat des centaures contre un ours géant. Gravure de Victor Prouvé (1924).

Dans un univers proche de l'ère quaternaire terrestre, le monde est gouverné par le peuple des Centaures, fils du Soleil, surnommés les animaux-rois, qui ont imposé l'interdiction de tuer dans l'ensemble du règne animal (les exceptions sont strictement encadrées). La tribu des Centaures, dirigée par Klevorak, vit dans les Grottes-Rouges et règne sur les territoires environnants. Elle a pour alliées les tribus des tritons et des sirènes, enfants de l'Océan, et des faunes, fils de la Terre. Seuls les Écorchés, nom que les non-humains donnent aux humains, sont proscrits et chassés de cette société car ils sont incapables de respecter un serment. Les Centaures veillent à faire appliquer la loi : lorsque la tribu des tritons vient réclamer justice pour la mort de l'un des leurs, tué par des ours géants, les Centaures accourent et affrontent les coupables pour les tuer. Ils sont victorieux, mais comptent plusieurs blessés, dont Pacalpa, grièvement touché. Les centaures à l'agonie demandent d'habitude à ce qu'on abrège leurs souffrances, mais Pacalpa réclame trois jours de répit, par amour pour Kadilda, la fille du chef, une centauresse albinos dont tous convoitent la beauté. Le soir venu, Pittina l'ancienne chante l'histoire des centaures : leur création par le dieu Soleil ; leurs combats pour imposer aux mangeurs de chair de manger uniquement des cadavres ; leur alliance avec les faunes et les tritons pour former l'union des Trois-Tribus ; leur dépendance envers le rhéki, la fougère à racine comestible ; leur exil progressif depuis l'Orient, chassés par le froid. 

### Deuxième partie
Le lendemain, Kadilda s'éveille à l'aube et se promène dans la forêt. Elle y rencontre un Écorché, Naram. Tous deux sont intrigués mais ne peuvent pas se comprendre, faute de parler la même langue. Naram va jusqu'à toucher le flanc de Kadilda. L'arrivée d'autres Écorchés met la centauresse en fuite. Trois jours après, Pacalpa, agonisant, reçoit la mort de la main de Hark. Au cours des semaines suivantes, Kadilda repense beaucoup à Naram et va voir furtivement un village d'Écorchés situé au-delà de la forêt, pour entrevoir Naram de nouveau. Mais lorsque le cadavre de Ghali, l'antilope rousse, est découvert, les centaures se mettent en colère. L'antilope a été tuée par une arme étrange faite de bois et de pierre taillée : une arme d'Écorché. Les centaures, en rage, vont interroger les faunes qui vivent dans la forêt non loin des territoires infestés par les Écorchés. Les faunes Pirip et Sadionx, interrogés, nient avoir les humains, mais Klévorak les soupçonne de mentir. La nuit venue, Pirip et Sadionx s'aventurent près du village des Écorchés : ils y admirent une femme endormie près de son enfant nouveau-né. Excités, ils finissent par se jeter sur elle et la violent ; terrifiée, elle s'enfuit. Puis, en voulant nourrir de fruits l'enfant qui pleure, ils le tuent accidentellement en l'étouffant. Les Écorchés reviennent à la charge et abattent Sadionx d'une flèche. Pirip court prévenir les centaures, qui fondent en masse sur le village et massacrent les Écorchés par surprise. Un seul humain parvient à tenir les centaures en respect à l'aide de brandons enflammés : Kadilda reconnaît Naram, qui parvient à s'enfuir. Terrifiée par le massacre, Kadilda ne trouve pas le sommeil et fait une chose inconnue de son peuple : elle pleure de tristesse.

### Troisième partie

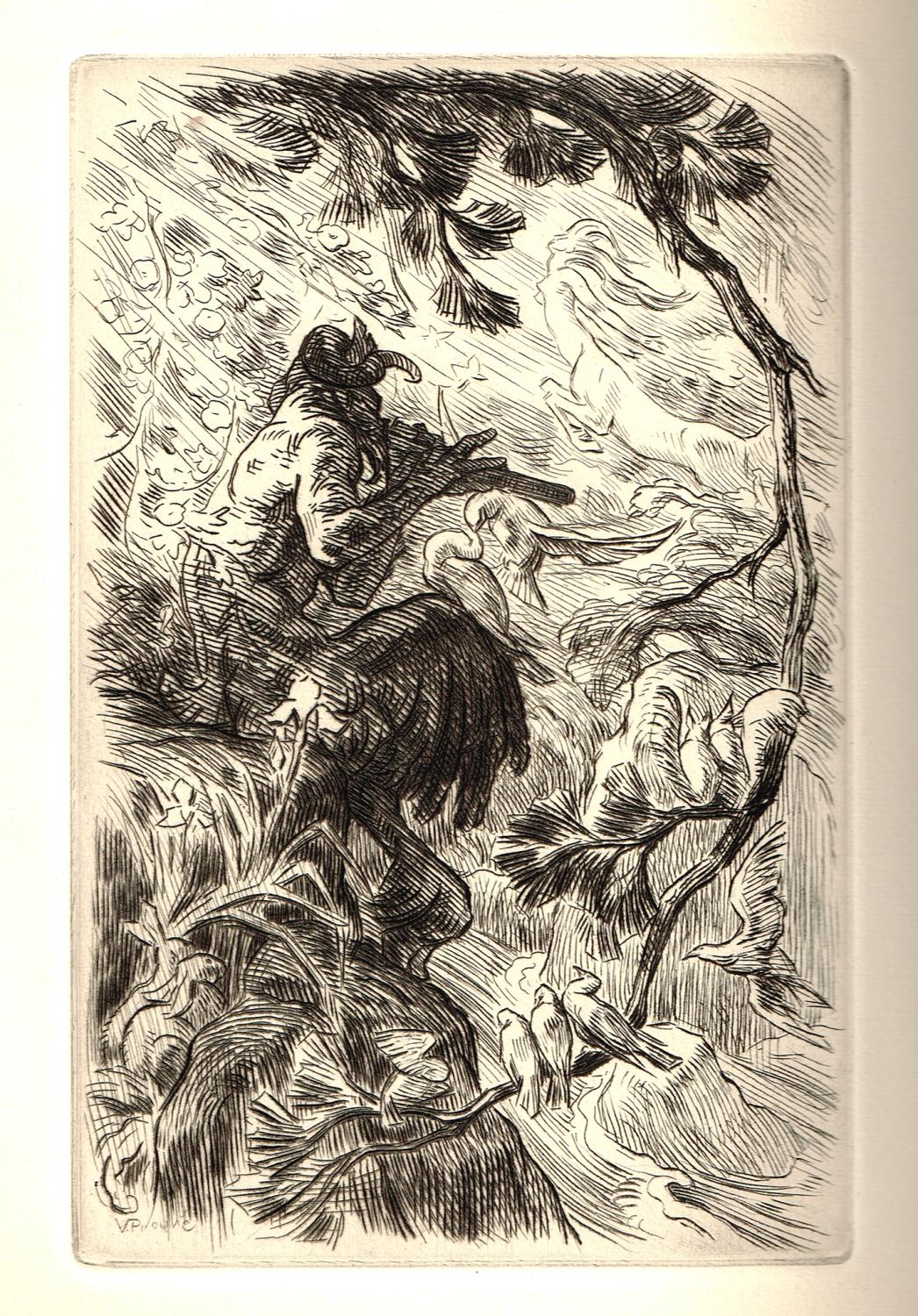
Le satyre Pirip et la centauresse Kadilda. Gravure de Victor Prouvé (1924).

Les saisons ont passé. Le printemps ramène le feu du désir dans les veines des centaures. Mais la vieille Hurico prévient Klévorak d'une tendance inquiétante : les centaures ne se reproduisent plus autant que par le passé, les mâles manquent d'ardeur et les femelles se refusent à eux. Hurico incrimine Kadilda, qui est adulte depuis plusieurs années mais repousse les avances de tous les mâles, exemple déplorable pour les autres femelles. Klévorak ordonne alors à sa fille d'accepter les avances de Haïdar ou d'un autre mâle dans un délai de deux jours. Mais Kadilda refuse : chose inouïe, elle se dit prête à se suicider en se jetant du haut d'une falaise plutôt que d'accepter de s'unir à un mâle. Dans la journée, la centauresse Mimitt accouche d'un centaurin, mais une tragédie survient : ni l'enfant ni la mère ne survivent, ce qui remplit tout le monde d'inquiétude. En dépit de ce mauvais signe, Klévorak, vaincu par la détermination de Kadilda, renonce à lui imposer de s'unir à un mâle. Kadilda poursuit ses promenades solitaires à l'écart des autres. Elle apprécie la compagnie des animaux, qui sont en bons termes avec les centaures mais l'affectionnent particulièrement. Elle retourne régulièrement sur les ruines du village humain, où elle aime regarder divers vestiges et objets issus de leur culture, qu'elle aime sans les comprendre. Un jour, elle rencontre Pirip, lui aussi intéressé par ces objets étranges. Pirip lui assure que les Écorchés sont plus intelligents que les Trois-Tribus et qu'un jour ils seront rois par-dessus les animaux-rois.
Les quatre jours suivants, une pluie diluvienne s'abat sur la région, obligeant les centaures à rester dans l'abri des Grottes-Rouges. Lorsque la pluie cesse le cinquième jour, les centaures affamés s'élancent au dehors, pour découvrir les dégâts catastrophiques infligés par les pluies à leur territoire. Les animaux ont péri en grand nombre. Les faunes ont été durement éprouvés, certains noyés. Ils semblent avoir essuyé un séisme en plus de la pluie. Arrivés aux champs de rhéki, les centaures découvrent que toute la vallée a été engloutie par les eaux : ils n'ont plus de nourriture. Après quelques jours, la faim pousse les centaures à se réunir aux Grottes-Rouges. Sur le conseil des anciens, Klévorak propose de tuer la moitié de la tribu (en commençant par lui-même) afin d'assurer la survie de l'autre. Mais le jeune centaure Tregg se souvient à temps d'un récit du triton Gurgundo évoquant une île riche en rhéki au-delà d'un détroit.

### Quatrième partie
Les tritons voient arriver vers eux les centaures guidés par Klévorak. Les centaures requièrent l'aide des tritons et des sirènes afin de les guider jusqu'à l'île au-delà du détroit. Joyeux, les tritons acceptent d'aider les centaures à faire la traversée à la nage. Les faunes décident eux aussi de suivre les centaures. Les Trois-Tribus se rassemblent dans la joie, puis se mettent en route, conduits par Klévorak, Gurgundo et Pirip. La traversée est rude pour les centaures, et plus encore pour les faunes qui sont lestés par le poids de leur fourrure mouillée et ont moins de force que les animaux-rois. Mais les tritons ne trahissent pas les autres tribus. En dépit du temps menaçant, la première moitié de la traversée s'effectue sans victime. Après une escale sur un îlot sablonneux, les tribus se remettent à l'eau pour achever la traversée. Plusieurs faunes et centaures, parmi les plus vieux et les plus faibles, perdent la vie dans la traversée. Mais l'aide des tritons s'avère décisive.

### Cinquième partie

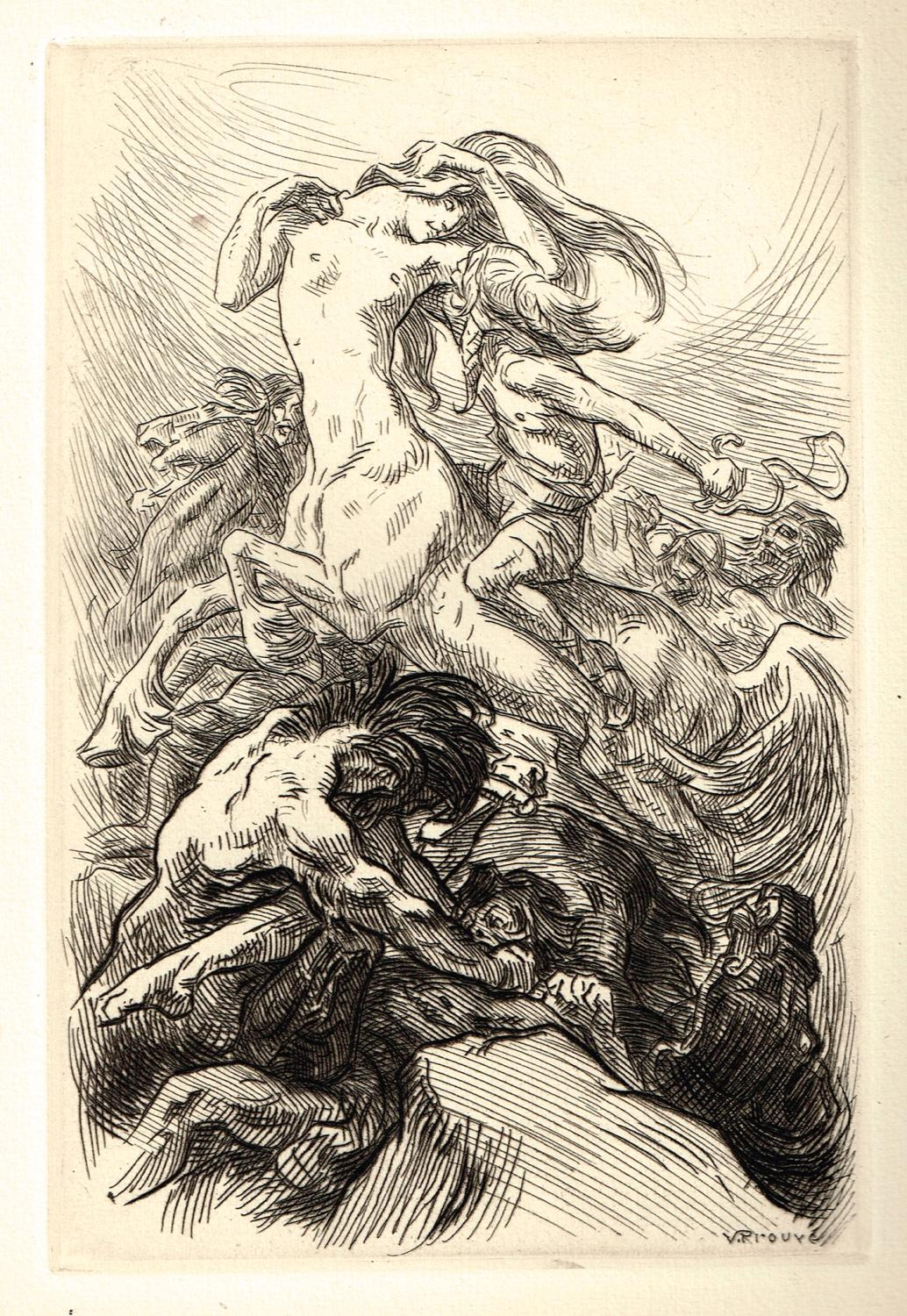
Kadilda et Naram durant la bataille finale. Gravure de Victor Prouvé (1924).

Plusieurs saisons ont passé dans l'île verdoyante où le rhéki pousse à profusion. Les centaures ont recouvré force et vaillance. De nombreux centaurins sont nés. Kadilda s'inquiète à l'idée que le froid pourrait s'étendre jusqu'à l'île, mais Klévorak la dissuade de s'inquiéter à l'excès pour l'avenir. Kadilda poursuit ses promenades solitaires et écoute les récits des tritons et des sirènes, notamment une anecdote d'Oiotoro expliquant comment, un jour, dans un pays lointain, les tritons ont attaqué et coulé une étrange construction flottante bâtie par les Écorchés pour aller sur l'eau. Plusieurs années après, une saison des pluies prolongée doublée d'un froid mordant causent de nouvelles inquiétudes, mais le retour du printemps semble assurer un avenir paisible aux centaures.
Les années passent et Klévorak est devenu vieux et faible. Un jour, le triton Glauvonde alerte les centaures : des Écorchés, à bord de monstres glissant sur l'eau, ont pris pied sur l'île. Peu après, les faunes Pirip, Futh et Puiulex accourent : Futh a été blessé par une arme d'Écorché faite d'un bâton et d'une substance dure et luisante. Les centaures se mettent sur le pied de guerre. Le lendemain matin, la tribu des centaures, à l'exception des plus vieux, de Klévorak et de Kadilda à qui le sang répugne, se met en route pour châtier les Écorchés. Ils rencontrent non plus des Écorchés sans défense, mais une armée nombreuse et bien organisée. Les centaures causent des ravages considérables, mais les Écorchés reviennent toujours en plus grand nombre et leurs flèches et leurs épées causent des blessures horribles. Ils sont dirigés par un guerrier blond que Haïdar reconnaît comme celui qui avait réussi à échapper au massacre après la mort du faune Sadionx. Les centaures finissent par se faire tous tuer. Seuls Haïdar et Sakarbatul, gravement blessés, parviennent à s'échapper pour porter la nouvelle de la défaite à Klévorak. En tout, les centaures ne sont plus que sept. Hébétés, centaures, faunes et tritons comprennent que leurs peuples ne survivront pas à cette guerre. Les centaures décident de jeter leurs dernières forces dans un ultime combat le lendemain. Kadilda, elle, rêve de revoir Naram.
Le lendemain, les tritons s'alarment de l'approche d'un monstre de bois glissant sur l'eau et grouillant d'Écorchés. Tritons et sirènes passent à l'attaque. Plusieurs se font harponner, mais ils parviennent à couler le navire humain. Ils ont à peine le temps de se réjouir que deux, puis trois autres navires apparaissent à l'horizon et s'approchent du rivage. La bataille reprend de plus belle. Mais là encore, les Écorchés sont trop nombreux : flèches et harpons massacrent les tritons jusqu'au dernier. Les faunes, de leur côté, sont trop lâche et pusillanimes pour livrer bataille. Ils poursuivent leurs jeux et leurs fêtes dans la forêt jusqu'à être surpris et massacrés à coups de flèches par les Écorchés. Naram achève en personne le vieux Pirip.
Peu après, les derniers centaures voient arriver vers eux sur la plage l'armée des Écorchés et s'avancent pour combattre. Leur aspect chétif et affaibli fait hésiter un temps les Écorchés, mais les centaures ont encore une vigueur redoutable. Le combat s'engage. Dans la mêlée, Kadilda aperçoit Naram monté sur un cheval. Elle le laisse approcher et il saute sur son échine. Grisée par son amour, elle croit qu'il va l'embrasser comme une femme, mais le chef blond lui passe un mors dans la bouche pour la dompter comme une jument. Le vieux Klévorak, courroucé, porte à Naram un coup de massue, mais Kadilda s'interpose et a le crâne fracassé. Affligé, Klévorak reporte sa colère sur Naram et le massacre, puis se lance au galop jusqu'à la mer. Il entre dans les flots au moment du coucher du soleil et disparaît pour toujours dans la lumière du dieu.

## Histoire éditoriale

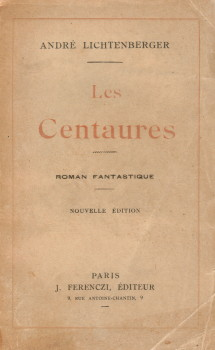
La deuxième édition parue chez Ferenczi en 1921 est la première à présenter Les Centaures comme un « roman fantastique ».

Les Centaures paraît pour la première fois sous la forme d'un feuilleton dans la revue La Renaissance latine de juillet à octobre 1904,. Il est ensuite publié en volume à Paris chez Calmann-Lévy en 1904. Il est ensuite réédité en 1921 chez Joseph Ferenczi et fils éditeurs, avec pour sous-titre la mention « Roman fantastique »,, augmenté d'une préface inédite de l'auteur. La même année, une autre réédition paraît chez La Baudinière dans une collection populaire « Les Maîtres de la plume », illustrée par quinze gravures par Fabius Lorenzi,. Une réédition illustrée différemment paraît en 1924 chez Georges Crès, avec 22 gravures sur bois et sur cuivre par Victor Prouvé.
Le roman n'est plus réédité jusqu'en 2013, où il est réédité par la maison d'édition américaine Black Coat Press sous la direction de Jean-Marc Lofficier ; le roman  est traduit en anglais et postfacé par l'écrivain de fantasy britannique Brian Stableford, sous une couverture illustrée par Mike Hoffman.
Le roman est réédité en France en 2017 par les éditions Callidor dans la collection « L'âge d'or de la fantasy » avec une préface de Thierry Fraysse et une traduction de la postface de Brian Stableford écrite en 2013.

## Analyse
Plusieurs auteurs et genres littéraires ont pu influencer Lichtenberger pour son roman. Dans sa postface à la réédition du roman en 2013, l'écrivain britannique Brian Stableford rattache Les Centaures au courant du symbolisme français, où la figure du centaure a une place importante : il cite notamment le poème Le Centaure de Maurice de Guérin paru dans la Revue des Deux mondes en 1840 et la revue Le Centaure cofondée par Jean de Tinan et Henri de Régnier en 1896. La figure du faune est également très utilisée à l'époque dans la poésie symboliste, chez des auteurs comme Albert Samain ou Catulle Mendès, mais aussi chez Stéphane Mallarmé, avec qui Lichtenberger est en contact à partir de 1896 au moins, et dont le poème L'Après-midi d'un faune (paru en 1876) a pu l'inspirer ; d'autres poètes symbolistes de cette époque évoquent la figure du centaure, comme Joséphin Soulary. Parmi les fictions en prose, Lichtenberger a pu être inspiré par certaines nouvelles symbolistes d'Anatole France regroupées dans le recueil Le Puits de Saint-Claire en 1896 : « Saint-Satyre », où la tombe d'un satyre devient un lieu de regroupement de fantômes de peuples mythologiques disparus, et « L'Humaine Tragédie », qui partage sa conclusion misanthrope avec celle des Centaures de Lichtenberger.
L'écrivain britannique Rudyard Kipling a également exercé une influence visible sur le roman de Lichtenberger, en particulier via Le Livre de la jungle (1894-95), dont Lichtenberger a probablement repris l'idée de donner des noms propres aux animaux (Axor le cerf, Lull le lièvre, Kahar le cheval, etc.) et dont il s'est plus généralement inspiré dans le sentiment de grandeur et de désenchantement qui se dégage de son évocation de la nature sauvage. Lichtenberger a par ailleurs écrit une nouvelle qui fait directement allusion à Kipling, « Mowgli revient du front », où il reprend le personnage de Mowgli, principal humain du Livre de la jungle.
Un autre auteur qui a visiblement influencé Lichtenberger est J.-H. Rosny, l'un des premiers auteurs de science-fiction français, auteur de plusieurs romans situés pendant la Préhistoire et mettant en scène des ancêtres de l'humanité, par exemple Vamireh en 1892 et Eyrimah en 1893. Lichtenberger revient lui-même à la Préhistoire comme cadre romanesque avec le roman Houck et Sla, destiné à la jeunesse, en 1930.